# 177 Irma
177 Irma (mednarodno ime je tudi 177 Irma) je velik asteroid tipa C v glavnem asteroidnem pasu. 

## Odkritje
Asteroid sta odkrila brata astronoma Paul Henry in Prosper Henry 5. novembra 1877 . Odkritje se priznava P. P. Henryju.
Ni znano po kom se asteroid imenuje.

## Lastnosti
Asteroid Irma obkroži Sonce v 4,60 letih. Njegova tirnica ima izsrednost 0,238, nagnjena pa je za 1,392° proti ekliptiki. Njegov premer je 73,22 km, okoli svoje osi pa se zavrti v 14,208 h .